# Andrea Trnková
Andrea Trnková (* 3. března 2004 Ústí nad Orlicí) je česká lední hokejistka, reprezentantka, bronzová medailistka z mistrovství světa a účastnice hokejového kvalifikačního turnaje o postup na olympijské hry do Pekingu.

## Kariéra
S bruslením začala ve 3 letech, s hokejem o rok později po vzoru bratra a otce. Mimo to zkusila krátce hrát i fotbal.
Dres národního týmu obléká pravidelně od roku 2018, kdy se stala členkou české hokejové reprezentace U16. V témže roce si zkusila zahrát i jeden zápas za reprezentaci U18. Extraligu žen odehrála dvakrát vítězně s HC Příbram v sezónách 2021/2022 a 2022/2023.  Jejím domácím klubem je HC Spartak Choceň, kde soutěží v regionální lize juniorů. 
Mezi její úspěchy patří účast na Youth Olympic Games ve Švýcarsku, kam se podívala na začátku ledna 2020 a při zahajovacím ceremoniálu se tu představila jako česká vlajkonoška. V sezóně 2021/2022 se pak přidala k reprezentaci ženského "A" týmu se kterým úspěšně absolvovala kvalifikační turnaj na hry do Pekingu. Ve svých 17 letech tak dostala možnost zabojovat o účast na olympijských hrách, a přestože v kvalifikaci hokejistky zvítězily, ve finálovém výběru se nakonec její jméno neobjevilo. Nicméně start cyklu 2022/2023 přinesl pro "Ženy A" historický postup do semifinále mistrovství světa v dánském Herningu, ze kterého si nakonec lvice odvezly spolu s Trnkovou bronzovou medaili. 

## Vzdělání
V současné době je studentkou sportovního gymnázia v Pardubicích. Předtím navštěvovala ZŠ Bratří Čapků v Ústí nad Orlicí, kde sdílela třídu mimo jiné s Eliškou Krummerovou, stříbrnou medailistkou       z ME družstev juniorů a juniorek v bowlingu.
Trnková se na univerzitní studia přesunula do USA, kde dostala plné stipendium na Rensselaerově Polytechnickém Institutu (RPI), nacházího se ve státě New York. Reprezentační č. 15 vyměnila za č. 89 a hned při svém premiérovém utkání na univerzitním poli vstřelila dne 23. září 2023 vyrovnávací branku na 1:1.